# باروخ كيمرلينغ
باروخ كيمرلينغ (بالعبرية: ברוך קימרלינג) 16 أكتوبر 1939 - 20 مايو 2007) باحث إسرائيلي وأستاذ علم الاجتماع في الجامعة العبرية في القدس، عند وفاته في عام 2007 وصفته التايمز بأنه «أول أكاديمي يستخدم منحة دراسية لإعادة النظر في المبادئ الأساسية للصهيونية والدولة الإسرائيلية». الرغم من كونه عالِمًا اجتماعيًا، إلا أن كيمرلينغ كان مرتبطًا بالمؤرخين الجدد، وهي مجموعة من العلماء الإسرائيليين الذين يشككون في الرواية الرسمية عن خلق إسرائيل.

## السيرة الذاتية
ولد باروخ كيمرلينغ في مدينة توردا في ترانسلفانيا برومانيا عام 1939/ بشلل دماغي وإعاقة في النمو أدت لبقائه على كرسي متحرك على مدى العقود الثلاثة الأخيرة من حياته. تجنبت عائلته الهولوكوست بصعوبة عن طريق الهروب من توردا في عربة رومانية عام 1944، بعد أن بدأت الشائعات بترحيل اليهود الوشيك. عندما عادت العائلة إلى توردا بعد انتهاء الحرب، اكتشفوا أن ممتلكاتهم قد اختفت، فهاجرت إلى إسرائيل عام 1952 وأقامت في معبرة شاعار هعليا قبل أن تنتقل إلى شقة صغيرة في ضواحي نتانيا.
على الرغم من إعاقة كيمرلينغ الكبيرة التي تسببت له في صعوبات حركية ومشاكل بالنطق، حرص والداه على تربيته كطفل نموذجي وشجعاه على السعي بجهد. التحق كيمرلينغ في الجامعة العبرية في القدس عام 1963 بعد الإعفاء من التجنيد في الجيش الإسرائيلي، وحصل على الدكتوراه في عام 1973 في عالم الاجتماع. اشتهر كيمرلينغ بعمله في تحليل الاستيطان اليهودي قبل عام 1948 في فلسطين من حيث الاستعمار. حاضر على نطاق واسع وكتب تسعة كتب ومئات المقالات في أماكن مثل هآرتس والأمة، كما شغل كرسيًا في جامعة تورنتو.
في أغسطس 1975، تزوج من ديانا عيدان وهي مهاجرة ليبية من إيطاليا انتقلت إلى إسرائيل من نابولي عام 1967، وكانت طالبة دكتوراه برئاسة البروفيسور يشعياهو ليبوفيتش، وتخلت عن حياتها المهنية لتصبح ربة منزل. أنجب الزوجان ثلاثة أطفال: شيرا (1976) وإيلي (1978) ونعمة (1981).
كان كيمرلينغ ناقدًا صريحًا للسياسات الإسرائيلية، وتحدث عن القضايا المتعلقة بالصراع العربي الإسرائيلي. أطلق عليه اسم أحد المؤرخين الجدد لإسرائيل، وأصر هو نفسه على أنه صهيوني وطني مكرس للاحتفال بتنوع الثقافات داخل إسرائيل ولمُثُل الدولة علمانية. كان كيمرلينغ ملحدًا وعبر عن أسفه لعدم قدرة اليهود والعرب على «فصل الدين عن القومية». عكس بعض منتقدي السياسة الإسرائيلية، عارض علانية المقاطعة المقترحة للأكاديميين الإسرائيليين من قبل رابطة أساتذة الجامعات في المملكة المتحدة، بحجة أنها «ستضعف المجال العام الأخير للتفكير الحر وحرية التعبير في إسرائيل».
توفي كيمرلينغ عن عمر يناهز 67 عامًا بعد معركة طويلة مع السرطان. تم دفنه في المقبرة العلمانية في كيبوتس مشماروت، تاركًا زوجته ديانا عيدان وثلاثة أطفال.

## المنشورات الرئيسية
1. الصهيونية والأرض: الأبعاد الاجتماعية للسياسة الصهيونية. بيركلي: جامعة كاليفورنيا، معهد الدراسات الدولية، 1983، 289 صفحة.
2. الصهيونية والاقتصاد. كامبردج، ماساتشوستس: شركة شينكمان للنشر، 1983، 169 صفحة.
3. النظام المتقطع: المدنيون الإسرائيليون في الحرب والأوقات الروتينية . نيو برونزويك ولندن: كتب ترانسكشن، 1985، 229 صفحة.
4. (كمحرر) الدولة والمجتمع الإسرائيلي: الحدود والأفاق. ألباني: مطبعة جامعة ولاية نيويورك، 1989، 330 صفحة.
5. (مع جويل مجدال) الفلسطينيون: صيرورة شعب. نيويورك: فري برس، 1993، 396 صفحة. غلاف عادي غلاف عادي: مطبعة جامعة هارفارد. النسخة الإيطالية، 1994. الطبعة الموسعة، 2002، صفحة 512. النسخة العبرية الموسعة والمنقحة: كيتر، 1998، 300 صفحة. العربية: رام الله، 2001.
6. نهاية الهيمنة الاشكنازية. القدس: كيتر، 2001، 124 صفحة (باللغة العبرية).
7. ابتداع وانحدار الأسرلة: الدولة والمجتمع والجيش في إسرائيل. لوس أنجلوس وبيركلي: مطبعة جامعة كاليفورنيا، 2001، 268 صفحة.
8. الإبادة الجماعية السياسية: حرب شارون ضد الفلسطينيين. لندن: فيرسو، 2003.
9. (مع جويل مجدال) الشعب الفلسطيني: تاريخ. كامبريدج، ماساتشوستس: مطبعة جامعة هارفارد، 2003، 604 صفحة.
10. المهاجرون والمستوطنون والمواطنون: إسرائيل بين تعددية الثقافات والحروب الثقافية. تل أبيب: آم عوفيد، 2004، 630 صفحة (باللغة العبرية).
11. علم اجتماع السياسة: قارئ . بنيامينا: الجامعة المفتوحة، 2005 (باللغة العبرية)
12. هامشية في المركز: قصة حياة عالم اجتماع عام، حركة الكيبوتس 2007، 252 صفحة، (باللغة العبرية). ترجمتها من العبرية ديانا كيمرلينغ، أكسفورد ونيويورك: كتب بيرخان، 2012، 258 صفحة.
13. صراع الهويات: استكشافات في المجتمعين الإسرائيلي والفلسطيني، نيويورك: مطبعة جامعة كولومبيا، 2008، 431 صفحة.

## وصلات خارجية
- وفاة عالم الاجتماع باروخ كيمرلينج، «من المؤرخين الجدد»، عن عمر يناهز 67 عامًا في نعي هآرتس ، 21 مايو 2007
- ناقد مثير للجدل حول أصول إسرائيل ودورها في الشرق الأوسط النعي في الجارديان، 26 يونيو 2007
- عالم الاجتماع الإسرائيلي الذي انتقد بشدة سياسات الدولة النعي في التايمز، 14 يونيو 2007
- حياة أقل من عادية مقابلة مع داليا كاربيل في هآرتس، 19 أكتوبر 2006
- منشورات باروخ كيمرلينغ، بما في ذلك الملخصات